# 段站
段站（日语：〔〕／ Dan eki */?）位於熊本縣八代市坂本町西部段，是九州旅客鐵道（JR九州）肥薩線上的車站。

## 車站構造
以前是島式月台1面2線，現在已被拆除一側的線路，站房也被拆除。
月台上設有木造候車室。

## 車站周邊
附近有許多住宅，球磨川兩岸也有聚落。
球磨川對岸有産交巴士西部大橋（さいぶおおはし）公車站，距車站約500公尺。
- 熊本縣道158號中津道八代線 - 位於站前
- 球磨川
- 西部大橋
- 九州自動車道
- 國道219號 - 位於對岸。
- 舊深水發電廠 - 搭乘肥薩線列車自本站往坂本站經過第二座隧道後於右側可看到。

## 歷史
- 1931年（昭和6年）4月1日 - 由鐵道省設立
- 1986年（昭和61年）11月1日 - 導入電子閉塞裝置，成為無人車站
- 1987年（昭和62年）4月1日 -  國鐵分割民營化後成為九州旅客鐵道（JR九州）轄下的車站。

## 相鄰車站
九州旅客鐵道（JR九州）
肥薩線
■快速
通過
■普通
八代－段－坂本

## 外部連結
- JR九州 – 段車站 （页面存档备份，存于）

## 關連項目
- 日本鐵路車站列表